# Adolf Meschendörfer
Adolf Meschendörfer (n. 8 mai 1877, Brașov, Imperiul Austro-Ungar – d. 4 iulie 1963, Brașov, România) a fost un scriitor de limba germană, sas transilvănean.

## Biografie
Strămoșii săi se trăgeau din localitatea Meschendorf (în prezent Meșendorf, județul Brașov).
Adolf Meschendörfer a studiat filologia, teologia și filozofia la Straßburg, Viena, Budapesta, Heidelberg, Cluj și Berlin (1897 - 1901).
În 1903, Adolf Meschendörfer, Arthur Coulin și Ernst Kühlbrandt fondează în Brașov Gesellschaft der Kunstfreunde (Societatea iubitorilor de artă).
A susținut în 1910 disertația pe tema  Heinrich von Kleist ca prozator.
În copilărie, își petrecea vacanțele la unchiul său Josef Meschendörfer, care era preot la Sânpetru, Brașov. Amintirile din acea perioadă au fost incluse ulterior în romanul său autobiografic Die Stadt im Osten („Orașul din Răsărit”). Pentru cartea "Die Stadt im Osten", Meschendörfer a primit în anul 1932 medalia Goethe (Goethemedaille).
Între 1907 și 1914 a emis publicația "Die Karpathen", prin care a influențat decisiv literatura germană din Transilvania secolului al XX-lea. Aici a publicat în serial romanul Leonore (anonim), pe care l-a publicat apoi în volum în anul 1920.
Între 1926 și 1940 a fost rector al Gimnaziului Honterus, funcție pe care a deținut-o până la pensionare.
Din 1954 a fost membru al Uniunii Scriitorilor din România 
Ideea de bază a lui Meschendörfer, exprimată și în Die Karpathen, era reconcilierea între naționalitățile trăitoare în Transilvania. În romanul Die Stadt im Osten, Meschendörfer descrie suferințele populației germane din Transilvania, datorate legilor emise de stăpânirea maghiară la sfârșitul secolului al XIX-lea, din care cea mai gravă o consideră amenințarea educației în limba maternă, ca urmare al Legii XVIII din 1879, referitoare la predarea limbii maghiare în școlile publice, precum a Legii XXVII din 1907, denumită și Legea Apponyi, prin care remunerația cadrelor didactice se stabilea în funcție de gradul de cunoaștere a limbii maghiare de către acestea. El relatează că autoritățile maghiare au încercat chiar să interzică utilizarea denumirilor de localități în limba germană, chiar dacă aceste localități au fost înființate de sași în Transilvania. Prin urmare, sașii aveau mari speranțe în îndeplinirea promisiunilor făcute de România cu privire la drepturile minorităților în România Mare. Foarte curând, s-au găsit într-o situație mai rea decât înainte. Deși prin Decretul nr. 1 din 1919, emis de Consiliul de guvernare a României, se specifica faptul că "fiecare minoritate etnică se poate referi la numele localităților lor în limba proprie", oficialitățile române au instituit cenzura, impunând folosirea numai a denumirilor românești în zonele de frontieră. Spre sfârșitul anului 1933, autoritățile militare din România au impus utilizarea denumirilor românești ale localităților în publicațiile de limbile maghiară și germană. Din 1936 s-a interzis menționarea denumirii germane a localităților în publicațiile săsești din Brașov. Kronstädter Zeitung (Ziarul de Brașov) a publicat directiva 503/1936 a prefectului, prin care informează editorii ziarului că începând cu 30 decembrie 1936, ziarul poate publica numai numele oficiale ale localităților.
Adolf Meschendörfer a prevăzut încă din anul 1927 că se apropie sfârșitul minorității germane din România, fapt ce a fost confirmat din anii 1970, când a început exodul populației de etnie germană din România spre Republica Federală Germania.
Poate pentru a frâna într-o oarecare măsură acest proces, din 1928 Adolf Meschendörfer a inițiat Olimpiadele școlare de limba germană, care se țineau din doi în doi ani în toate localitățile în care se găseau gimnazii cu predare în limba germană.
"Elegia Transilvană" (Siebenbürgische Elegie), cea mai cunoscută poezie a lui Adolf Meschendörfer, scrisă de acesta în anul 1927, a fost folosită de Ernst Irtel (1917-2003) ca text pentru un cor mixt, cu același titlu.
Prof. dr. Stefan Sienerth, în calitatea sa de cercetător la Institutul pentru Cultura și Istoria Germană din Sud-Estul Europei publicat o carte în care a analizat prezența scriitorilor Adolf Meschendörfer și Heinrich Zillich în literatura din al Treilea Reich, în care arată că „Simpatia autorilor transilvăneni Adolf Meschendörfer și Heinrich Zillich pentru Germania național-socialistă este mai presus de orice dubiu”.
În 1936 lui Menschendorfer i s-a atribuit titlul Doctor honoris causa al universității din Breslau din Germania (astăzi Wroclaw, Polonia).  Dr. phil. et jur. Paul Merker, profesor la această universitate, a rostit cuvântarea de felicitare: Cu câteva săptămâni în urmă, pe când pregăteam acestă ședință festivă, ni s-a adus la cunoștință dorința conducerii Germaniei ca, în cursul conferirii de titluri onorifice, să avem în vedere situația actuală și noile sarcini pe care le are universitatea noastră din ținuturile de graniță, de a avea în vedere, pe cât se poate, spațiul din Răsărit. În felul acesta, universitatea a considerat că numele dumneavoastră nu poate lipsi de pe listă.
Paradoxul constă în faptul că Adolf Meschendörfer nu a fost nazist. Dovadă faptul că regimul comunist din România i-a oferit, la împlinirea a 80 de ani, Ordinul Muncii clasa I. În fapt, „el a pus mai presus de național-socialism idealurile sale proprii”, trecând cu vederea peste ura de rasă și dorința de a stăpâni lumea.
Casa care i-a aparținut lui Adolf Meschendörfer în municipiul Brașov, construită în sec. al XVIII-lea, aflată la adresa Șirul Beethoven 1 Cetate, a fost înscrisă în Lista monumentelor istorice din Județul Brașov sub nr. 917 BV-IV-m-B-11870.
Adolf Meschendörfer a fost tatăl pictorului și graficianului Harald Meschendörfer.

## Scrieri
- Vorträge über Kultur und Kunst, 1906
- Leonore, Roman eines nach Siebenbürgen Verschlagenen, 1908
- Michael Weiß, Stadtrichter von Kronstadt (Stück) (Teatru), Kronstadt, Kerschner 1921
- Siebenbürgische Elegie, 1927
- Gedichte, 1930
- Aus Kronstädter Gärten. Kunstleben einer sächsischen Stadt im Jahre 1930 Kronstadt, Zeidner / Hiemesch 1930
- Die Stadt im Osten, (Roman), Georg Müller Verlag München, 1931; reeditare Editura Kriterion, București, 1984
- Dramen, 1931
- Der Büffelbrunnen, (Roman), 1935
- Siebenbürgen, Land des Segens, Lebenserinnerungen, Prosa, Gedichte, 1937
- Jenseits der Wälder, Deutsches Volk in Siebenbürgen (cu Michael Albert, Erwin Wittstock ș.a.) Deutsche Verlags-Expedition, Stuttgart, 1940
- Zauber der Heimat : 2 Erzählgn aus Siebenbürgen. Kleine Feldpost-Reihe, Gütersloh, Bertelsmann, 1942.
- Geschichten, 1947
- Als man noch Soldaten fing, 1966
- Gedichte (Poezii), editate de Georg Scherg, Editura pentru Literatură, București, 1967
- Leonore, Editura Tineretului, 1967, Editura Kriterion, 1975
- Gedichte, Erzählungen, Dramen, Aufsätze (Scrieri alese), Editura Kriterion (Kriterion Schulausgabe), București, 1978

Traduceri din opera sa
- Eleonora, romanul unui naufragiat în Transilvania, Editura Cultura, București, 1927 (traducecre de A. Locusteau)
- Corona, Editura Kriterion, 1982 (280 p.; traducerea în română de Gabriel Gafița a romanului Die Stadt im Osten)
- Corona, Editura Kriterion, 1983 (286 p.; traducerea în maghiară de Károly Kós a romanului Die Stadt im Osten)

## Distincții
- 1932 Medalia de argint a Academiei Germane
- 1936 Doctor honoris causa a universității din Breslau din Germania (astăzi Wroclaw, Polonia),
- 1957 Ordinul Muncii Clasa I a Republicii Populare Române.[7]